# ويليام جيمس ريفرز
ويليام جيمس ريفرز (بالإنجليزية: William James Rivers)‏ هو مؤرخ أمريكي، ولد في 17 يوليو 1822 في تشارلستون في الولايات المتحدة، وتوفي في 22 يونيو 1909 في بالتيمور في الولايات المتحدة.